# Laitosaari (ö i Norra Savolax)
Laitosaari är en ö i Finland. Den ligger i sjön Juojärvi och i kommunen Tuusniemi i den ekonomiska regionen  Nordöstra Savolax ekonomiska region  och landskapet Norra Savolax, i den sydöstra delen av landet, 300 km nordost om huvudstaden Helsingfors. Öns area är 4,6 hektar och dess största längd är 0,8 kilometer i öst-västlig riktning.